# Má-fé (existencialismo)
Má-fé (do francês, mauvaise foi) é um conceito filosófico cunhado primeiramente pelo filósofo existencialista Jean-Paul Sartre para descrever o fenômeno onde alguém nega sua liberdade absoluta preferindo comportar-se como um objeto, como coisa. É quase sempre associado ao conceito nietzscheano de ressentimento, origem da moralidade de escravos (moral cristã) que, segundo este último, dá as regras do "jogo moral" da sociedade ocidental.